# Mysteria cylindripennis
Mysteria cylindripennis là một loài bọ cánh cứng trong họ Cerambycidae.